# Diospyros nur
Diospyros nur är en tvåhjärtbladig växtart som beskrevs av B. Walln. Diospyros nur ingår i släktet Diospyros och familjen Ebenaceae. Inga underarter finns listade i Catalogue of Life.